# Relations entre l'Église catholique et l'État en Argentine

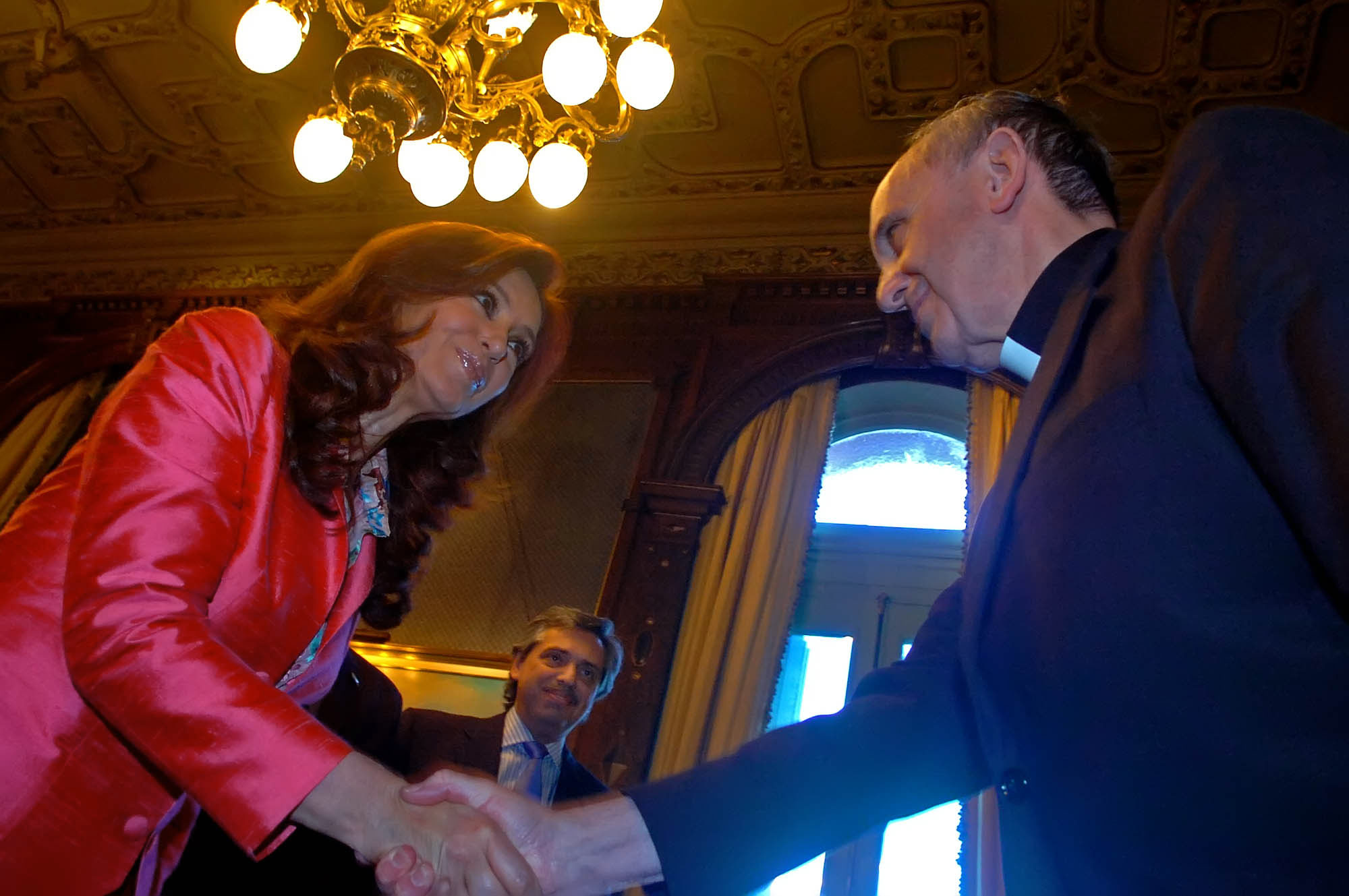
Cristina Fernández de Kirchner et l'archevêque Jorge Bergoglio.

Les premiers conflits entre l'Église catholique romaine et le gouvernement argentin remontent à des idées de la révolution de Mai, survenue en 1810.
Le tribunal de l'Inquisition a été supprimé dans le territoire des Provinces-Unies du Rio de la Plata sur 23 mars 1813 et le 4 juin l'Assemblée générale a proclamé l'État comme "indépendant de toute autorité ecclésiastique existant en dehors de son territoire".
Les rédacteurs de la Constitution de 1853, qui étaient souvent influencés par la franc-maçonnerie, ont trouvé une voie médiane entre un pays officiellement catholique et un État laïc, en permettant la liberté de religion tout en gardant un soutien économique pour l'Eglise, et en utilisant un système de patronage, par lequel le Président choisit des triplets de 3 évêques candidats que le pape peut approuver.
Ce système a été aboli en 1966, durant la dictature de Juan Carlos Onganía, et remplacé par un concordat qui a donné au Vatican l'attribution de la nomination et de la suspension des évêques, laissant seulement au président le droit de s'opposer aux nominations.
Dans la réforme de la Constitution argentine de 1994, le Concordat a été reconnu au rang de traité avec des organisations internationales et donc en priorité sur les lois nationales, bien que le Congrès peut encore le reformuler. La même réforme a éliminé l'exigence constitutionnelle du Président d'être un catholique romain. 